# Dołęga (herb szlachecki)
Dołęga – polski herb szlachecki, noszący zawołanie Dołęga. Wzmiankowany w najstarszym zachowanym do dziś polskim herbarzu, Insignia seu clenodia Regis et Regni Poloniae, spisanym przez historyka Jana Długosza w latach 1464–1480. Dołęga jest jednym z 47 herbów adoptowanych przez bojarów litewskich na mocy unii horodelskiej z 1413 roku.
Herb występował głównie wśród rodzin osiadłych w ziemi dobrzyńskiej i płockiej. Spośród najbardziej znanych rodów pieczętujących się herbem Dołęga, należy wymienić Cieszkowskich i Lasockich.
Dołęgi używała też Maria Skłodowska-Curie oraz Tadeusz Mostowicz.

## Opis herbu

### Opis historyczny

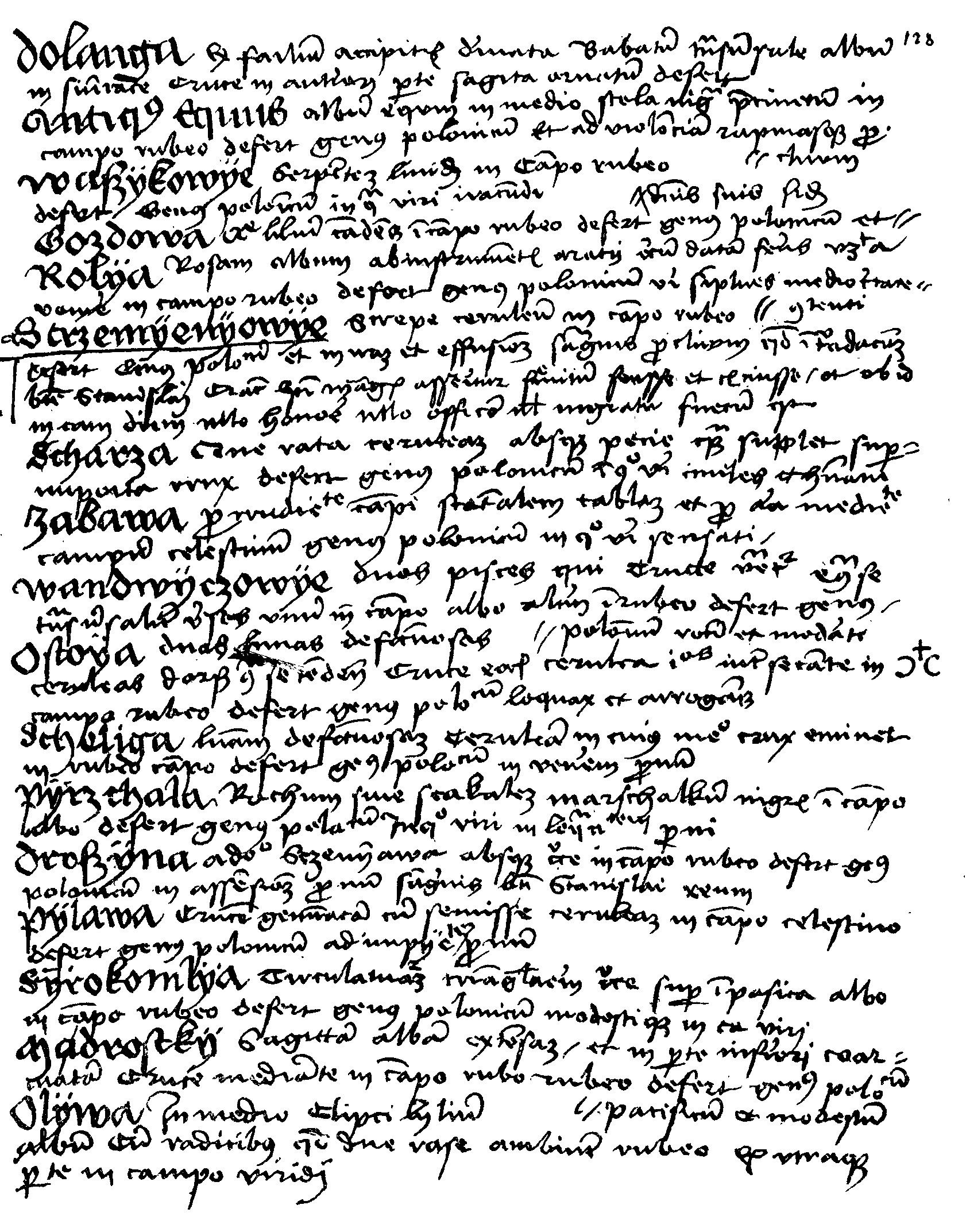
Jedna ze stron manuskryptów Jana Długosza, zawierająca opisy polskich herbów

Jan Długosz (1415–1480) blazonuje herb i opisuje herbownych następująco:

Dolanga, ex familia Accipitrum deriuata, babatum transversale album, in summitate cruce, in anteriori parte sagitta ornatum defert.

Po przetłumaczeniu:

Dołęga, wywodzi się z rodziny Jastrzębi, nosi białą poprzeczną podkowę, ozdobioną na szczycie krzyżem, a na przodzie strzałą.

Kasper Niesiecki blazonuje, podając się na dzieła historyczne Szymona Okolskiego, Bartosza Paprockiego, Marcina Bielskiego i Wojciecha Kojałowicza, opisuje herb:

Ma być podkowa biała, do góry barkiem, ni brama wystawiona, krzyż złoty u niej na wierzchu i środku, w pośrodku podkowy strzała biała albo bełt żeleźcem na dół, w polu błękitnym. W hełmie skrzydło sępie, a przez nie strzała z żeleźcem w prawą obrócona.

### Opis współczesny
Opis skonstruowany współcześnie brzmi następująco:
Na tarczy w polu błękitnym krzyż kawalerski złoty na barku srebrnej podkowy. Ze środka podkowy wychodzi strzała srebrna żeleźcem na dół.
W klejnocie skrzydło czarne przeszyte strzałą srebrną.
Labry herbowe błękitne, podbite srebrem.

## Geneza

### Najwcześniejsze wzmianki
Najstarsza pieczęć pochodzi z 1345 roku, a pierwsza wzmianka w źródłach pisanych z 1402 roku.
Najwcześniejsze lokalne źródło heraldyczne wymieniające ten herb to wspomniane już wcześniej Insignia seu clenodia Regis et Regni Poloniae, datowane na lata 1464–1480. Autorem tego dzieła jest polski historyk, Jan Długosz.
W wyniku unii horodelskiej w 1413 herb został przeniesiony na Litwę. Do rodu Dołęgów przyjęty został bojar Monstwild. Przedstawiciel rodu polskiego jest nieznany (napis na dołączonej do aktu pieczęci da się odczytać tylko częściowo).

### Legenda herbowa
Herb ten się w Polsce urodził: bo gdy Bolesław Krzywousty z Prusakami wojował, rycerz Dołęga nazwany, herbu Pobóg, z boku z zasadzki, wodza Pruskiego wojska, tak dobrze z kuszy ugodził, ze go z konia zwalił i z życia wyzuł; czym przestraszeni ludzie jego, snadniej potem od Polskiej szabli porażeni zostali. Za tę przysługę od Króla do ojczystego herbu swego, wziął strzałę w przydatku, a herb od imienia jego Dołęga nazwany. Mnie się zda, że starszy ten herb od czasów Bolesława Krzywousta: bo dobrze za panowania jego, już tego domu familianci w senacie zasiadali. Niektórzy przydają, że herb Niezgoda, od Dołęgi wziął swoje początki.

## Herbowni

### Lista Tadeusza Gajla
Lista herbownych w artykule sporządzona została na podstawie wiarygodnych źródeł, zwłaszcza klasycznych i współczesnych herbarzy. Należy jednak zwrócić uwagę na częste zjawisko przypisywania rodom szlacheckim niewłaściwych herbów, szczególnie nasilone w czasie legitymacji szlachectwa przed zaborczymi heroldiami, co zostało następnie utrwalone w wydawanych kolejno herbarzach. Identyczność nazwiska nie musi oznaczać przynależności do danego rodu herbowego. Przynależność taką mogą bezspornie ustalić wyłącznie badania genealogiczne.
Pełna lista herbownych nie jest dziś możliwa do odtworzenia, także ze względu na zniszczenie i zaginięcie wielu akt i dokumentów w czasie II wojny światowej (m.in. w czasie powstania warszawskiego w 1944 spłonęło ponad 90% zasobu Archiwum Głównego w Warszawie, gdzie przechowywana była większość dokumentów staropolskich). Lista nazwisk znajdująca się w artykule pochodzi z Herbarza polskiego, Tadeusza Gajla (545 nazwisk). Występowanie na liście nazwiska nie musi oznaczać, że konkretna rodzina pieczętowała się herbem Dołęga. Często te same nazwiska są własnością wielu rodzin reprezentujących wszystkie stany dawnej Rzeczypospolitej, tj. chłopów, mieszczan, szlachtę. Jest to jednakże dotychczas najpełniejsza lista herbownych, uzupełniana ciągle przez autora przy kolejnych wydaniach Herbarza. Tadeusz Gajl wymienia następujące nazwiska uprawnionych do używania herbu Dołęga:
|  | Babicki, Babiłło, Babin, Babiński, Baczewski, Bajrulewicz, Barsoba, Bartnicki, Bielawski, Bielski, Blumski, Bobrownicki, Bobrowski, Bogaszewski, Bogaszycki, Boguszycki, Bołtuć, Bomblewicz, Bomejko, Borejka, Borejko, Boreyko, Borkowski, Borowski, Borsa, Borsoba, Borsuk, Borsza, Brudzewski, Bruszewski, Bublewicz, Bujwid, Burczak, Burnak, Burnejko, Butkiewicz, Buywid, Bychawski, Bykowski, Bywalkiewicz, Cander, Cebryszewski, Cebrzyszewski, Cegielski, Chludziński, Chodacki, Chodakin, Chodakowski, Chodasewicz, Chodasiewicz, Chodykin, Chudykowski, Ciemniewski, Cieszejko, Cieszkowski, Ciołuchowski, Ciszkowski, Ciundziewicki, Ciundziewicz, Cygański, Cymdacki, Czochański, Czwaliński, Czygański, Czyndacki, Dangowiecki, Dargiewicz, Dargiłowicz, Dąbrowski, Diakiewicz, Didkowski, Dimidecki, Dłużniewski, Dmiński, Dmoszyński, Dniński, Doblinowicz, Dobruchowski, Dobrzykowski, Dokurno, Doliński, Dołęga, Dołęgowski, Dołobowski, Dołumbowski, Dombrowicz, Dombrowski, Domejko, Domeyko, Domniewski, Dramiński, Dubiński, Dusinkiewicz, Duszyński, Dymiński, Dymowski, Dziedzicki, Dziedziewicz, Dziewlewski, Dzięcielewski, Dzięgielewski, Dzięgielowski, Dzimiński, Dziubienko, Dziubiński, Dziublewski, Dziwlewski, Eminowicz, Falencki, Fedorowicz, Felden, Filozofowicz, Frąckiewicz, Fronckiewicz, Fudakowski, Gabriałowicz, Gabryałowicz, Gajewnicki, Galemski, Galewski, Galimski, Galiński, Gałemski, Gerkont, Gikont, Gintyłł, Gintyłło, Girkont, Giryn, Giziński, Giżyński, Głębski, Głogowski, Główczyński, Gniewkowski, Gołgin, Gorecki, Gorelski, Gotgin, Górecki, Górski, Graba, Grabia, Grabianka, Grabowski, Grabski, Graby, Grad, Grzembski, Grzębski, Guzowski, Gzowski, Hatowski, Herman, Horodecki, Horodelski, Huliński, Husiewicz, Jadkiewicz, Janczewski, Jargiewicz, Jarmułt, Jarzymowski, Jasieński, Jasiński, Jassowicz, Jastrzębski, Jerzmanowski, Jodkiewicz, Jodkowicz, Jorecki, Jurgenson, Jurgielewicz, Jurgutowicz, Jurkiewicz, Kadowski, Kalicki, Kamieński, Kamiński, Karniewski, Kędzierski, Kielus, Kiełpsza, Kliczewski, Kliszewski, Kluczewski, Kniaźnin, Kobiernicki, Kobliński, Kobyliński, Kolankowski, Komorowski, Konarski, Kondracki, Kondradzki, Kopański, Kornałowski, Koskowski, Kosołapowicz, Kossowski, Kostkowski, Koszka, Koszko, Koszkowski, Kosztownia, Kosztowny, Kowalewski, Kowalowski, Kozarewicz, Kozarowicz, Kozierowski, Koziorowski, Koziroski, Kozirowski, Kretkowski, Kretowicz, Krośnia, Krośnicki, Krukowski, Krusieński, Krusiński, Krymuski, Krysiński, Krzymuski, Krzyżanowski, Kubalski, Kubaszewski, Kuberski, Kuborowicz, Kucharski, Kulinowski, Kupść, Kurklański, Kuszewicz, Kutklański, Kwaśniewski, Lach, Lamparski, Lassocki, Laszany, Lenkowicz, Leski, Lewandowski, Liberacki, Liberadzki, Lipiński, Lipniewicz, Luberacki, Luberadzki, Luboradzki, Lusczkowski, Lusiński, Luszyński, Łapiński, Ławski, Łączyński, Łęcki, Łękowski, Łęski, Łosiewicz, Łośniewicz, Łukawski, Łukoski, Łukowski, Łyczkowski, Macharski, Machciński, Machczyński, Mackun, Makowiecki, Malcewicz, Małkowicz-Sutocki, Marcinowski, Mazierkiewicz, Mazowiecki, Mażejko, Mączyński, Mąkowiecki, Mąstowicz, Mchowski, Mdzewski, Melicz, Melitz, Mellitz, Mikulski, Milcz, Miostowt, Mlicki, Mohylewski, Mohylowski, Mohyłowski, Moniuszko, Monstowicz, Monstwild, Montwid, Montwit, Mostowicz, Mostowski, Mostowt, Moszczeński, Możejko, Mycielski, Myśliborski, Nalepiński, Narzymski, Nastorowicz, Nestorowicz, Niegłosowski, Niegłoszowski, Niesiołowski, Niesułowski, Niesułtowski, Niewiadomski, Niewiadowski, Niewiardowski, Niski, Nitosławski, Nitostawski, Nitowski, Noniewicz, Nosarzewski, Ogołowicz, Olsejko, Olsiejko, Olszewski, Olszowski, Osiecki, Osowski, Ossowski, Ostrowicki, Otocki, Owicki, Owidzki, Pacewicz, Peldowicz, Pełdowicz, Piełdowicz, Pietrasiewicz, Pietraszewicz, Piskarski, Piskorek, Piskorski, Pniewski, Podgórski, Podkowicz, Podleski, Podlewski, Podymiński, Pokempinowicz, Pokępinowicz, Polichnowski, Pomorzański, Potrykowski, Proniewicz, Prysiewicz, Pryssewicz, Przetecki, Przetocki, Przyałgowski, Przygrodzki, Przyjałgowski, Putrament, Radzimin, Radzimiński, Radzimowski, Radziwiłłowicz, Radziwiłowicz, Rodlinowicz, Rogoszewski, Roskowski, Roszkowski, Rościeski, Rościszewski, Ruchladko, Rurawski, Rusieński, Rusiński, Rybiński, Rychalski, Rycharski, Rychurski, Rykacki, Rykaczewski, Rykaszewski, Rząśnicki, Rząźnicki, Rzepiszewski, Rzepiszowski, Sabiński, Saim, Sapieszko, Sarnowski, Sczepański, Secemski, Siemaszkowicz, Siemiaszkiewicz, Siemiński, Sierakowski, Skarbek, Składkowski, Składowski, Skłodowski, Skłotowski, Skonieczny, Skossowski, Skoszewski, Skwarski, Słożowicki, Słucki, Słuszkiewicz, Służowiecki, Smarzewski, Smarzowski, Smarzykowski, Snadzki, Snowski, Sobiciński, Sobiejuski, Sobierajski, Sobiński, Sobocki, Sosnowski, Srebrowski, Srzeński, Stański, Starozębski, Starozrębski, Starozrzębski, Staroźrebski, Starożebrski, Stawiński, Stroiński, Stroński, Strujkiewicz, Strusiński, Stryjowski, Strzeński, Sułocki, Suszewski, Sutocki, Sutowicz, Szantyr, Szaramowicz, Szarkowski, Szarnowski, Szarszewski, Szarzewski, Sządzia, Szczepankowski, Szczepański, Szczerbiński, Szczutowski, Szczytowski, Szeczemski, Szepiecki, Szeptycki, Szernel, Szerwiński, Szetkiewicz, Szondzia, Szornel, Szramowicz, Szreński, Szuszkiewicz, Szutowicz, Szyrma, Szyrwiński, Szyszka, Szyszkiewicz, Szyszko, Szyszkowicz, Szyszło, Święcki, Świętochowski, Tochman, Tocki, Topczewski, Topiczewski, Towtwojsz, Trembecki, Trębacz, Truchelski, Trupelski, Trzciński, Turowicz, Turowski, Turski, Uciński, Uliński, Ulkiewicz, Umiński, Usiński, Uścieński, Utkiewicz, Waldowski, Walentynowicz, Wałdowski, Weide, Wermiński, Wersocki, Weyde, Weyden, Węgierski, Wialbut, Wierzbicki, Wierzbowicz, Wierzbowski, Wilkaniec, Witkowicki, Witkowski, Włodkowski, Wojszycki, Wolniewicz, Wrzosek, Wrzoskiewicz, Wybczyński, Wypczyński, Wyrwicz, Wysocki, Zabieński, Zajewski, Zakrzewski, Zakusiła, Zakusiło, Zaleski, Zalewski, Zalubowski, Ząbieński, Ząbiński, Zduński, Zeleniewski, Zeleski, Zelewski, Zieleniecki, Zieleniewski, Zieliński, Zlewodzki, Zliwodzki, Złowodzki, Żabieński, Żabiński, Żebrański, Żeleski, Żelewski, Żelski, Żołkowski. Tadeusz Gajl, Herbarz Polski |

### Pozostałe nazwiska
Znany jest też starożytny polski ród Lechów herbu Dołęga, o których wspomina chociażby Bartosz Paprocki.

## Odmiany
| Odmiany herbu Dołęga | Odmiany arystokratyczne herbu Dołęga |  |

## Galeria

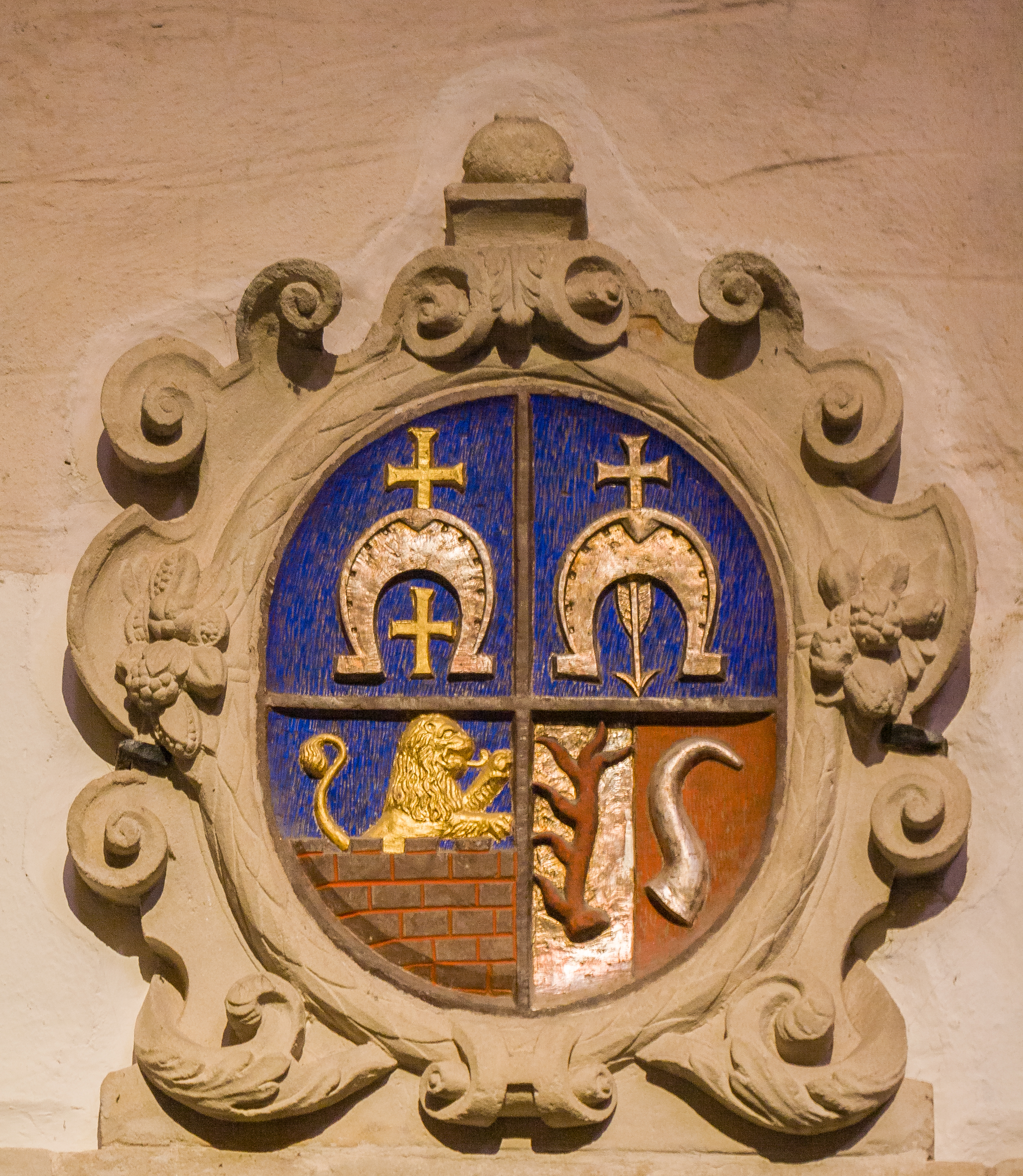
Herb Dołęga wraz z innymi herbami w Katedrze w Gnieźnie
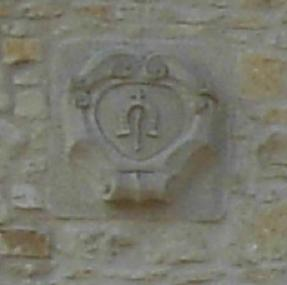
Herb Dołęga na zamku w Bobolicach
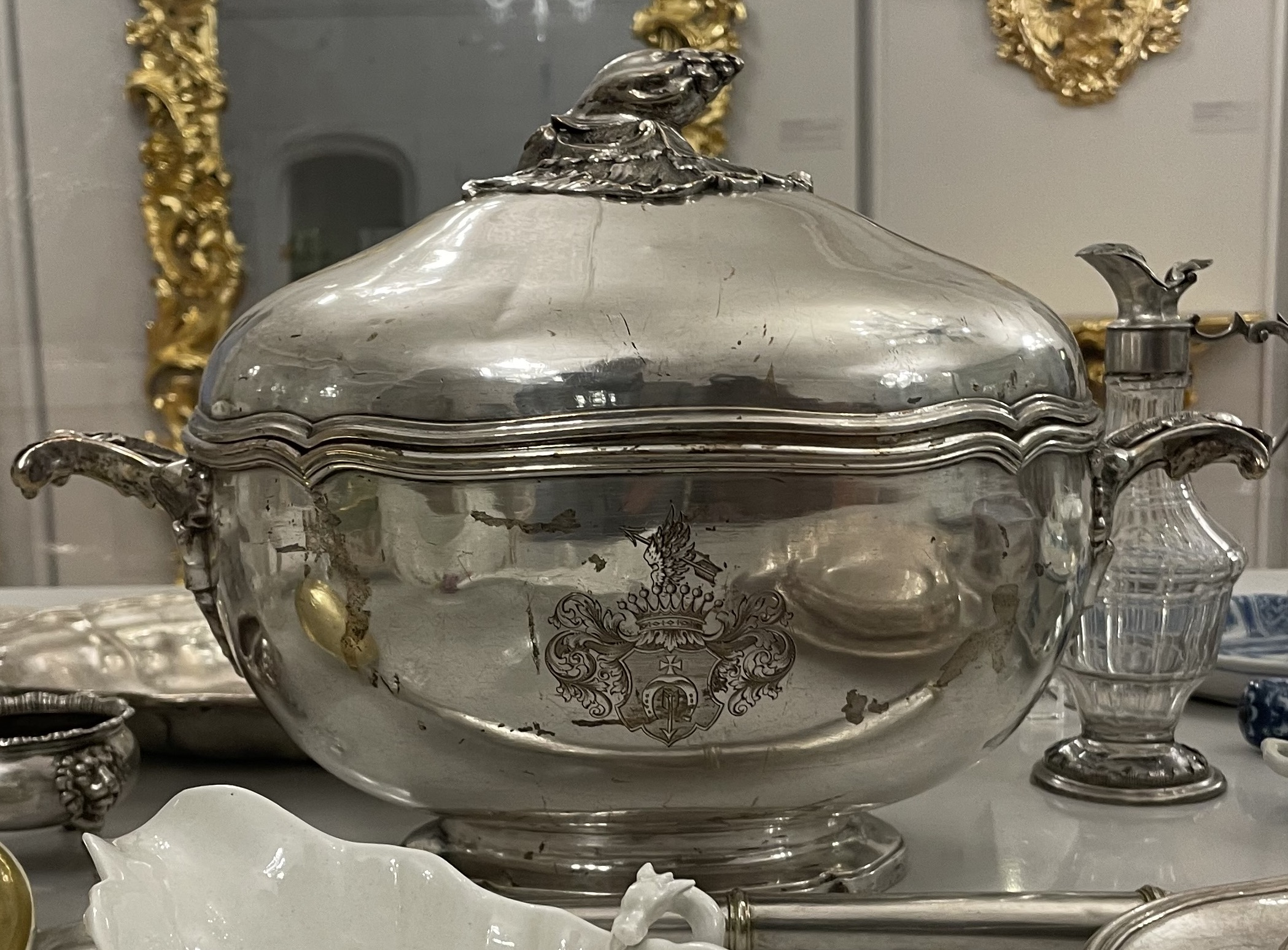
Teryna z pokrywą oraz herbem Dołęga
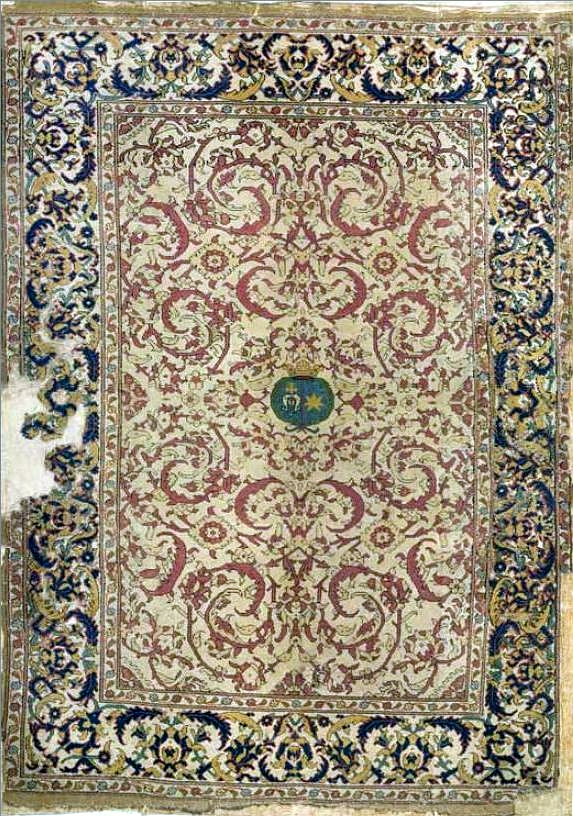
Dywan z herbami rodzin Kretkowskich i Guldenszternów